# Iljoesjin Il-62
De Iljoesjin Il-62 (Russisch: Ильюшин Іл-62) (NAVO-codenaam: Classic) is een Russisch passagiersvliegtuig voor lange afstanden. De eerste vlucht vond plaats in 1963 en het toestel kwam op 15 september 1967 bij Aeroflot in dienst.
De ontwikkeling van het toestel vond plaats in dezelfde tijd als zijn Britse tegenhanger de Vickers VC-10. Door de grote uiterlijke gelijkenissen tussen de twee toestellen doen er veel verhalen de ronde over spionage. Bewijzen hiervoor zijn echter nooit gevonden.
De Il-62 wordt aangedreven door vier Koeznetsov NK-8-4 motoren die in paren achter op de romp zijn geplaatst. De Il-62, VC-10 en de Lockheed Jetstar zijn de enige toestellen die deze motorconfiguratie gebruiken. Door de motoren is de achterzijde van het toestel zeer zwaar, daarom is een uitschuifbaar wieltje aan de achterzijde van het toestel dat moet voorkomen dat het toestel achterover kiept wanneer het geparkeerd is.
Het toestel onderscheidt zich van andere toestellen doordat het de mogelijkheid heeft met een ingetrokken landingsgestel te landen. Dit is mogelijk doordat de romp extra verstevigd is en er een onderhuidse ski is aangebracht die door het midden van het toestel loopt.
In 1971 vloog de Iljoesjin Il-62M voor het eerst, deze verbeterde versie had nieuwe Solovjev D30KU motoren en een extra brandstoftank. Alle Il-62's die nu nog vliegen zijn van het type Il-62M. In 1978 werd de Iljoesjin Il-62MK geïntroduceerd, deze versie had een verhoogd startgewicht dat 2000 kg hoger lag dan dat van de Il-62M.
De Iljoesjin Il-62 vliegt tot op de dag van vandaag nog steeds in landen van de voormalige Sovjet-Unie, Cuba, Libië, Noord-Korea en Gambia. Daarnaast wordt het toestel ook door verschillende luchtmachten en regeringen gebruikt als VIP-toestel.

## Gebruikers
Alleen huidige gebruikers van de Il-62 worden genoemd.

### Civiel
Kirgizië
- Manas Airways

 Noord-Korea
- Air Koryo

 Wit-Rusland
- Rada Airlines

### Militair
- Gambia
- Noord-Korea
- Rusland
- Soedan

## Overig
- foto's van de Il-62

Il-2 · Il-4 · Il-10 · Il-12 · Il-14 · Il-18 · Il-20 · Il-28 · Il-38 · Il-40 · Il-62 · Il-76 · Il-78 · Il-80 · Il-86 · Il-96 · Il-103 · Il-114